# Heterachthes beatrizae
Heterachthes beatrizae är en skalbaggsart som beskrevs av Noguera 2005. Heterachthes beatrizae ingår i släktet Heterachthes och familjen långhorningar. Inga underarter finns listade i Catalogue of Life.